# Trichomachimus oldroydi
Trichomachimus oldroydi is een vliegensoort uit de familie van de roofvliegen (Asilidae). De wetenschappelijke naam van de soort is voor het eerst geldig gepubliceerd in 1964 door Moucha & Hradský.